# Novák Ferenc (zalai főispán)
Nemes Novák Ferenc Antal Zsigmond (Zalaszentgrót, 1812. szeptember 29.- Zalacsány, 1887. december 14.), Zala vármegye főispánja, királyi hétszemélynök, táblabíró, ügyvéd, vármegye bizottsági tag, a zalamegyei keszthelyi kerület szabadelvű pártjának az elnöke, földbirtokos.

## Élete
A zalai nemesi származású Novák család sarja. Apja nemes Novák Gáspár (1777–1853), táblabíró, a tapolcai főszolgabíró, földbirtokos, anyja gyulai Gaál Terézia (1785–1856) volt. Apai nagyszülei nemes Novák Zsigmond (1748–1795), Somogy vármegye főjegyzője, táblabíró, földbirtokos és jáprai Spissich Terézia (1756–1797) asszony voltak. Az anyai nagyszülei gyulai Gaál Antal (1737–1791), Somogy vármegye alispánja, királyi tanácsos, földbirtokos és szentgyörgyi Horváth Erzsébet (1746–1804) voltak. Apai ági felmenője Szabó-Novák Balázs 1677. december 19-én címeres nemeslevelet szerzett I. Lipót magyar királytól.
A humán osztályok soproni elvégzése után négy évet töltött Győrött (1827-1831 között), ahol 18 évesen (tehát viszonylag fiatalon) fejezte be a tanulmányait. Deák Ferenccel együtt kezdte megyei pályafutását, és egyben nagy támogatója is volt a "Haza Bölcsé"nek a politikai eszmei. 1835. június 1.-je és 1847. június 14.-e között Zala vármegye másodaljegyzője; 1847. június 14.-e és 1849. október 31.-e között pedig az első aljegyzője volt. 1861. december 13.-ától 1864. október 23.-áig pedig Zala vármegye főispánja volt. 1864. október 23-án felmentették a Zala vármegyei főispáni helytartóságtól, ez utóbbiak bétszemélynökökké neveztetvén ki.

## Házassága és gyermekei
1840. január 21.-én Zalaegerszegen, feleségül vette a zalai tekintélyes nemesi származású besenyői és velikei Skublics családból való besenyői és velikei Skublics Konstancia Rozália Eleonóra (Besenyő, 1821. február 21.–Keszthely, 1901. január 13.) kisasszonyt, akinek a szülei besenyői és velikei Skublics Alajos (1791-1835), Zala vármegye főjegyzője, táblabíró, zalai földbirtokos, főszolgabíró, és köbülkuti Ivánkovics Franciska (1798-1836) voltak. Az apai nagyszülei besenyői és velikei Skublics Zsigmond (1752-1799), földbirtokos és alapi Salamon Róza (1759-1833) voltak. Az anyai nagyszülei köbülkuti Ivánkovics Lázár, földbirtokos és Kövér Erzsébet voltak. Az esküvőn a tanúk Csány László, táblabíró, földbirtokos, és Kerkapoly István, alispán, táblabíró, földbirtokos, voltak. Az esküvői tanúk Kerkapoly István zalai első alispán és Csány László táblabíró voltak. Novák Ferenc és Skublics Konstancia házasságából született: 
- Novák Natália Borbála Ilona (*Zalaszentgrót, 1841. május 3.–†Budapest, 1926. február 15.).[15] Férje: alsómalatini Malatinszky Lajos (*Tapolca, 1833. szeptember 15.–†Budapest, 1890. január 6.), budapesti királyi ítéló táblai bíró, földbirtokos.[16][16]
- Novák Sarolta Ilona Franciska (*Zalaszentgrót, 1844. május 11.–†Keszthely, 1915. október 29.).[17] Férje: Forster Ferenc.
- Novák Jenő Imre Antal (*Zalabér, 1847. október 9.–†?)